# Montague (Texas)
Montague è un census-designated place (CDP) della contea di Montague (della quale è capoluogo), Texas, Stati Uniti. La popolazione era di 304 abitanti al censimento del 2010.
Si trova vicino all'incrocio tra le autostrade statali 59 e 175 nella parte centrale dell'omonima contea. La comunità si trova a circa 130 km a nord-ovest di Fort Worth, 97 km a sud-est di Wichita Falls e 18 km a nord-est di Bowie.

## Geografia fisica
Secondo l'Ufficio del censimento degli Stati Uniti, ha una superficie totale di 1,28 mi² (3,32 km²).

## Società

### Evoluzione demografica
Secondo il censimento del 2010, la popolazione era di 304 abitanti.

### Etnie e minoranze straniere
Secondo il censimento del 2010, la composizione etnica del CDP era formata dal 95,1% di bianchi, l'1,3% di afroamericani, lo 0,7% di nativi americani, lo 0,0% di asiatici, lo 0,0% di oceanici, il 3,0% di altre razze, e lo 0,0% di due o più razze. Ispanici o latinos di qualunque razza erano l'8,2% della popolazione.